# Framlingham
Framlingham – miasteczko i civil parish w Wielkiej Brytanii, w Anglii, w hrabstwie Suffolk, w dystrykcie East Suffolk. W 2011 roku civil parish liczyła 3342 mieszkańców.
Na terenie gminy znajduje się zamek Framlingham.